# Capriano del Colle
Capriano del Colle ist eine italienische Gemeinde in der Provinz Brescia, Region Lombardei. Der Ort zählt auf einer Fläche von 13 km² 4814 Einwohner (Stand 31. Dezember 2023). Die Nachbargemeinden sind Azzano Mella, Bagnolo Mella, Castel Mella, Dello, Flero und Poncarale.

## Weinbau
Die Gemeinde gibt dem gleichnamigen italienischen Weinbaugebiet seinen Namen. Die Weinberge mit dem Status einer „kontrollierten Herkunftsbezeichnung“ („Denominazione di origine controllata“ – DOC) liegen auf den Hügeln um den Ort verteilt. Einige Rebflächen liegen auf dem Gebiet der Nachbargemeinde Poncarale.